# Franz Tillmann
Franz Tillmann (* 23. Dezember 1905 in Niedernhöfen (heute Neuenrade); † 16. August 1979 in Düsseldorf) war ein deutscher Beamter, zuletzt Staatssekretär und Leiter der Staatskanzlei von Nordrhein-Westfalen sowie Industrievertreter.

## Leben
Tillmann, der aus einer Bauernfamilie stammte, besuchte von 1915 bis 1924 das Gymnasium in Menden und studierte anschließend Rechtswissenschaften in Freiburg im Breisgau, München und Münster. Dabei schloss er sich jeweils Studentenverbindungen des KV an, in Freiburg der Rheno-Palatia, in München der Saxonia  und in Münster der Tuiskonia. Später wurde er noch Mitglied der KV-Verbindung Rhenania-Düsseldorf.
Zwischen 1932 und 1934 war Tillmann zunächst Gerichtsassessor in Balve, dann Rechtsanwalts- und Notariatsvertreter in Menden und Arnsberg. Zwischen 1934 und 1936 arbeitete er als Regierungsassessor im Reichsministerium für Ernährung, Landwirtschaft und Forsten mit Sitz in Berlin, 1936 wurde er zum Regierungsrat und 1941 zum Oberregierungsrat ernannt. In den Jahren 1945 und 1947 leitete er das Landesernährungsamt mit Sitz in Unna. Zwischen 1947 und 1950 war Tillmann Ministerialrat im Ministerium für Landwirtschaft und Forsten von Nordrhein-Westfalen. Im Jahr 1950 wurde er zum Ministerialdirektor und 1955 zum Staatssekretär ernannt. Zwischen 1965 und 1966 war er im selben Rang Leiter der Staatskanzlei unter Ministerpräsident Franz Meyers. Nach dessen Ablösung als Regierungschef  wurde Tillmann in den Wartestand versetzt und war anschließend von 1967 bis 1973 Hauptgeschäftsführer der Industrie- und Handelskammer Düsseldorf. 
Dem KV blieb Tillmann zeitlebens eng verbunden, von 1952 bis 1969 war er Vorstand des Altherrenvereins seiner Studentenverbindung Saxonia München. Seit 1967 war er auch Präsident des Deutschen Roten Kreuzes Landesverband Nordrhein. Nach dem Ausscheiden aus dem Berufsleben 1973 widmete er sich besonders dem Präsidentenamt im DRK. Unter seiner maßgeblichen Beteiligung  wurden die  Vereinbarungen  mit dem Land NRW über die Mitbeteiligung des Roten Kreuzes beim Katastrophenschutz, den Aufbau von Katastrophenschutzeinheiten, zum Rettungs- und Blutspendedienst getroffen.
1957 wurde er von Kardinal-Großmeister Nicola Kardinal Canali zum Ritter des Päpstlichen Ritterordens vom Heiligen Grab zu Jerusalem ernannt und am 30. April 1957 in München durch Lorenz Jaeger, Großprior der deutschen Statthalterei, investiert. Er gehörte der Komturei Düsseldorf an. Er war Großoffizier des Ordens. 
Tillmann wurde 1967 das Große Verdienstkreuz mit Stern des Verdienstordens der Bundesrepublik Deutschland verliehen.